# Autopista Radial 5
La autopista Radial 5 o R-5 es una autopista de peaje de España perteneciente a la Red de Carreteras del Estado. Inaugurada el 16 de febrero de 2004 con el propósito de mejorar las salidas de la ciudad de Madrid en dirección suroeste, la Radial 5 parte de la M-40, a la altura de Carabanchel, y finaliza en Navalcarnero, donde enlaza con la A-5, desarrollando su trayecto dentro del territorio de la Comunidad de Madrid. La concesionaria de la autopista es la Sociedad Estatal de Infraestructuras del Transporte Terrestre (SEITT), organismo dependiente del Ministerio de Transportes, Movilidad y Agenda Urbana.

## Detalles
La Concesionaria de la autopista era Accesos de Madrid C.E.S.A. en colaboración empresarial de Abertis, Global Vía y Sacyr; que también tenía la concesión de la R-3. Se adjudicó el contrato de la concesión administrativa, el 6 de octubre de 1999.
Tras la quiebra de la sociedad concesionaria Accesos de Madrid Concesionaria Española S.A. y el consecuente rescate público, la concesión de la autopista pasó a corresponder en 2018 a la Sociedad Estatal de Infraestructuras del Transporte Terrestre (SEITT), organismo dependiente del Ministerio de Transportes, Movilidad y Agenda Urbana.
En proyecto está prevista la ampliación de la R-5 en unos 85 km hasta Talavera de la Reina.
El precio del peaje está en:
- Leganés: 1,05 €
- Arroyomolinos: 2,50 €

## Intensidad de tráfico
La tabla siguiente muestra la evolución de la intensidad media diaria (vehículos al día) desde su inauguración, según datos del Ministerio de Transportes, Movilidad y Agenda Urbana.
| Ejercicio | Intensidad media diaria | % Variación |
| --------- | ----------------------- | ----------- |
| 2020      | 6 397                   | -37,1       |
| 2019      | 10 165                  | +23,7       |
| 2018      | 8 215                   | -24,5       |
| 2017      | 10 882                  | +35,5       |
| 2016      | 8 033                   | +16,2       |
| 2015      | 6 915                   | +10,3       |
| 2014      | 6 268                   | -3,7        |
| 2013      | 6 511                   | -14,5       |
| 2012      | 7 612                   | -19,8       |
| 2011      | 9 491                   | -9,4        |
| 2010      | 10 478                  | -1,8        |
| 2009      | 10 668                  | -5,7        |
| 2008      | 11 309                  | -4,7        |
| 2007      | 11 864                  | +16,2       |
| 2006      | 10 208                  | +28,8       |
| 2005      | 7 923                   | +15,9       |
| 2004      | 6 837                   |             |

## Tramos
| Denominación | Tramo                                       | Kilómetros | Año servicio / Estado (2025) |
| ------------ | ------------------------------------------- | ---------- | ---------------------------- |
| R-5          | Madrid M-40 M-45 - Navalcarnero A-5         | 31,3       | 2004                         |
|              | Navalcarnero A-5 - Talavera de la Reina A-5 | -          | Estudio informativo caducado |

## Salidas
| Elemento | Nombre de salida (sentido Badajoz)/Ver de arriba-abajo                           | Número de salida | Nombre de salida (sentido Madrid)/Ver de abajo-arriba                            | Carretera que enlaza     |
| -------- | -------------------------------------------------------------------------------- | ---------------- | -------------------------------------------------------------------------------- | ------------------------ |
|          | Buenavista (Madrid)                                                              |                  | Madrid Continúa por M-40 A-4 Córdoba R-4 A-3 R-3 IFEMA - A-2 R-2                 | M-40                     |
|          |                                                                                  | 2                | Leganés M-45 A-42 Toledo M-40 A-5 A-6 A-1 M-421 Madrid - Carabanchel             | M-45                     |
|          | Peaje de Leganés                                                                 |                  | Peaje de Leganés                                                                 |                          |
|          | Área de Servicio de Polvoranca                                                   |                  | Área de Servicio de Polvoranca                                                   |                          |
|          | M-506 Móstoles M-50 A-42 Toledo R-4 A-4 A-3 R-3 A-2 R-2 A-1 M-50 A-5 Badajoz A-6 | 9-11             | M-506 Móstoles M-50 A-42 Toledo R-4 A-4 A-3 R-3 A-2 R-2 A-1 M-50 A-5 Badajoz A-6 | M-50 (todas direcciones) |
|          | Toledo                                                                           | 15-17            | Toledo                                                                           | AP-41                    |
|          | Arroyomolinos - Moraleja de Enmedio                                              | 20               |                                                                                  | M-413                    |
|          | Peaje de Arroyomolinos                                                           |                  | Peaje de Arroyomolinos                                                           |                          |
|          |                                                                                  | 20               | Arroyomolinos - Moraleja de Enmedio                                              | M-413                    |
|          | Área de Servicio cerrada (Los Vegones)                                           |                  | Área de Servicio cerrada (Los Vegones)                                           |                          |
|          | El Álamo - Navalcarnero                                                          | 28               |                                                                                  | M-404                    |
|          | Navalcarnero Continua por A-5                                                    |                  | Navalcarnero                                                                     | A-5                      |